# Onorificenze afghane
Questa voce contiene un elenco delle onorificenze e degli ordini di merito e cavallereschi distribuiti dall'Afghanistan dalla sua fondazione ai giorni nostri.

## Emirato d'Afghanistan

### Ordini cavallereschi
Ordine dell'Impero Durrani
- Cavaliere di Gran Croce
- Cavaliere commendatore
- Cavaliere

Ordine del Sole supremo
- Collare
- Membro di I Classe
- Membro di II Classe
- Membro di III Classe
- Medaglia d'onore

Ordine del Capo
- Membro di I classe
- Membro di II classe

Ordine dell'Indipendenza
- Membro di I classe
- Membro di II classe
- Membro di III classe
- Membro di IV classe

Ordine della Stella
- Membro